# 雪之丞変化
『雪之丞変化』（ゆきのじょう へんげ）は、1934年（昭和9年）から翌年にかけて『朝日新聞』に連載された三上於菟吉の時代小説。これを原作とした多くの映画・テレビドラマ・舞台・新作歌舞伎・宝塚歌劇などが製作されている。

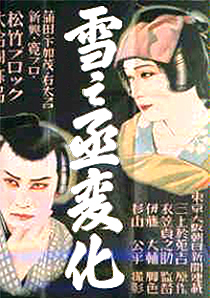
『雪之丞変化』(1935)

## 解説
本作は三上於菟吉がジョンストン・マッカレーの『双生児の復讐』を下敷きに、歌舞伎『白浪五人男』の弁天小僧や『三人吉三』のお嬢吉三などからヒントを得て創作したものである。普段はある姿の主人公が、時にまったく別の姿を見せ、最後にその実体を敵に現す、という変身の構図は、後代の『多羅尾伴内』や『キューティーハニー』などに連なる「変化ヒーロー物」の先駆けとなった。
なお、本書は1995年に上下巻で講談社文庫・大衆文学館で復刻されたが、以後はまた絶版になっている。

## あらすじ
悪党に踏みにじられ狂死した父親。亡くなる前に幼い我が子を抱き寄せ、お前の中に恨みを封じ込め必ず復讐を果たすと言い残すと血を吐いて死ぬ。成長して人気役者になった子は、父の呪いと狂気に苛まれながら標的を狙う。
長崎の大店の主人の子・雪太郎は、父親はじめ家族一同を、あらぬ抜け荷の濡れ衣を着せられ破滅させられる。孤児となった雪太郎は場末役者の中村菊之丞に拾われ、やがて女形の看板役者・中村雪之丞となって江戸に現れるが、そのもう一つの顔は親の敵を討つべく剣術を磨きあげた復讐の鬼だった。狙うは今や我が世の春を謳う元長崎奉行・土部三斎とその一味。義賊・闇太郎の助けをうけて、「長崎の敵を江戸で討つ」波乱万丈の物語が繰り広げられる。

## 映画

### 雪之丞変化（3部作、1935年-1936年）
- 雪之丞変化 第一篇（1935年）
- 雪之丞変化 第二篇（1935年）
- 雪之丞変化 解決篇（1936年）

#### キャスト

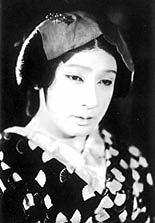
雪之丞役の長谷川一夫

- 中村雪之丞・闇太郎・母親：林長二郎（長谷川一夫）
- 中村菊之丞：六代目嵐徳三郎
- 土部三斎：高堂国典
- お初：伏見直江
- 浪路：千早晶子
- 浪路の乳母：高松栄子
- 脇田一松斎：藤野秀夫
- 廣海屋興平：志賀靖郎
- 孤軒 目明し佐助：坪井哲（解決篇）
- 長崎屋三郎兵衛、秋葉の光： 高松錦之助（解決篇）
- 役人 大久保：結城一郎
- 代官 濱川：南光明
- 浪人 立花：沢井三郎
- ムク犬：永井柳太郎
- 門倉平馬、先棒の丑： 山路義人（解決篇）
- 甚太郎：風間宗六
- 留吉：広田昴
- 横山：日下部龍馬
- 後棒の為：小川時次
- ならずの新：保瀬英二郎
- おもと：葵令子
- 千世：摩耶るみえ
- おさん婆：中川芳江
- 島抜け法印：原健作（解決篇）

#### スタッフ
- 監督：衣笠貞之助
- 脚本：伊藤大輔（第一篇）、衣笠貞之助（第二篇・解決篇）
- 主題歌：東海林太郎「むらさき小唄」
- 製作：松竹キネマ

### 雪之丞変化 闇太郎懺悔（1939年）

#### キャスト
- 中村雪之丞・闇太郎：坂東好太郎
- 妹 三千代：北見礼子
- 高見沢主膳：海江田譲二
- 妾 お市：伏見直江
- 兼水逸当太：山路義人
- 諸住慶佐：高松錦之助
- 娘 八重：伏見信子
- 目明し 金兵衛：坪井哲
- 海老床老人：関操
- かき舟の仲居：鏡淳子

#### スタッフ
- 監督：大曾根辰夫
- 脚本：伊藤大輔
- 製作：松竹

### 雪之丞変化（3部作、1954年）

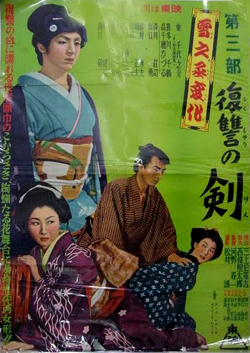
『雪之丞変化 復讐の剣』（1954年）

- 雪之丞変化 復讐の恋（1954年）
- 雪之丞変化 復讐の舞（1954年）
- 雪之丞変化 復讐の剣（1954年）

#### キャスト
- 中村雪之丞・怪盗闇太郎：東千代之介
- 軽業のお初：喜多川千鶴
- 土部三斎：薄田研二
- 娘 浪路：高千穂ひづる
- 広海屋与平：香川良介
- 長崎屋三郎兵衛：清川荘司
- 中村菊之丞：藤村秀夫
- 門倉平馬：原健策
- 岡部助次郎：飯田覚三
- 島抜け法印：山口勇
- 脇田一松斎：河部五郎
- 目明し 勘兵衛：河野秋武
- 下っ引 六助：岸田一夫
- 雪之丞の父：高松錦之助
- 雪之丞の母：朝雲照代
- 少年雪太郎：松原裕三
- 奥役・藤兵衛：熊谷武
- 土部駿河守：中野市女蔵
- 錨床の親方：有馬宏治
- 弟子・雪之助：若柳寿之輔
- 広海屋女房：八汐路恵子

#### スタッフ
- 監督：河野寿一
- 脚色：西条照太郎
- 製作：東映

### ひばりの三役 競艶雪之丞変化（前後編、1957年）
- ひばりの三役 競艶雪之丞変化 （1957年、前編）
- ひばりの三役 続競艶雪之丞変化 （1957年、後編）

#### 概要
『ふり袖捕物帖 若衆変化』のように主演の美空ひばりが二役、三役を演じる作品は人気があった。
原典では、女形である中村雪之丞、怪盗である闇太郎、劇中の回想シーンで登場する雪之丞の母・お園の三役を美空ひばりが演じるが、本作では、更に捻りが加えられ、「雪之丞は実は女であった」という設定になっている。「見かけは男だが実は女」という難しい演技を美空ひばりは演じており、映画評論家の浦崎浩實は本作を「ひばり映画最大級のヒット作」と評している。

#### キャスト
- 雪之丞、闇太郎、お園：美空ひばり
- お雪（雪之丞の幼少時）：二木てるみ（前篇）
- 松浦屋清左衛門：沼田曜一（前篇）
- お忍： 若杉嘉津子（前篇）
- 中村菊之丞：市川門三郎
- 脇田一松斎：中村彰
- 土部三斎：阿部九洲男
- 浪路：北沢典子
- 松ヶ枝：花岡菊子
- 長崎屋三郎兵衛：岬洋二
- 広海屋与平：芝田新
- 門倉平馬：丹波哲郎
- 浜川平之進：松本朝夫
- 横山五郎：大谷友彦
- お初：宇治みさ子
- むく犬の吉：坊屋三郎
- 大目付淡路守：高田稔
- 目付甲斐守：鮎川浩
- 若年寄伊勢守：林寛
- 島抜け法印：広瀬恒美
- 男衆藤吉：原文雄
- お島：山村邦子

#### スタッフ
- 監督・脚色：渡辺邦男
- 音楽：山田栄一
- 主題歌：美空ひばり「雪之丞変化」「江戸の闇太郎」
- 製作：新東宝

### 雪之丞変化（1959年）

#### キャスト
- 中村雪之丞、闇太郎、松浦屋清左衛門：大川橋蔵
- 黒門町のお初：淡島千景
- 浪路：大川恵子
- 中村菊之丞：十三代目片岡仁左衛門
- 土部三斎：進藤英太郎
- 長崎屋三郎兵衛：吉田義夫
- 広海屋与平：二代目澤村宗之助
- 浜川平之進：加賀邦男
- 門倉平馬：戸上城太郎
- 松ヶ枝：松浦築枝
- 安藤左近将監：若山富三郎
- 稲葉山城守：高松錦之助
- 榊原左衛門太夫：矢奈木邦二郎
- お菊：千原しのぶ
- 雪太郎：山本順大
- お芳：赤木春恵
- ムク犬の吉：星十郎
- 鉄心和尚：徳大寺伸
- 孤軒先生：黒川弥太郎
- 将軍家斉：阿部九洲男
- 長次：時田一男
- 中村座頭取：水野浩
- 長崎屋番頭：尾上華丈
- 広海屋番頭：有馬宏治
- 広海屋女房：東龍子

#### スタッフ
- 監督：マキノ雅弘
- 脚色：鈴木兵吾
- 音楽：鈴木静一
- 製作：東映

### 雪之丞変化（1963年）

#### 製作
長谷川一夫300本記念映画。1963年1月13日公開。併映『黒の報告書』。大映の社長だった永田雅一が、市川崑監督と社長室で俳優談義をした際、看板スターである長谷川を使い切れていないと苦言する市川に、ならば長谷川の映画企画を考えろと永田が反論し、反射的に『雪之丞変化』 (1935−36)のリメイクが例示されたことで、永田がその場で長谷川宅に直電、長谷川が快諾したため、急遽、製作が決定された。当初は原作から脚本を作ろうとしたが上手く行かず、原作を連載した朝日新聞に掲載された岩田専太郎の挿絵をイメージ参考に執筆された。但し、雪之丞と波路の濡れ場の1シーンのみ、台詞がオリジナル版から引用されており、伊藤大輔と衣笠貞之助がクレジット併記されている。
撮影は大映京都で行われたが、当時の長谷川にはお抱えの専属スタッフがいて、監督とスタッフの起用を巡って衝突することも珍しくなかったが、市川は、敢えて長谷川サイドの反対を押し切って、大映東京からカメラマンの小林節雄を連れて撮影に臨んだ。ただ、衣装に関しては、長谷川の理詰めで計算された誂え方に感心し、一任している。
撮影当初は、照明のライティングを巡って、市川と長谷川の間で意見の相違が起こったが、試写会を見た長谷川が、自身の映り具合に満足して以降はスムーズに進んだ。むしろB班を立てての小物撮影にリテイク箇所が散見し、市川自身が長谷川を交えて多数を撮り直している。また、それ以前はあまり表現されなかった刀が空を切る音を挿入したり、地面に水や墨汁を撒いて画面を全て暗幕の黒に統一した画面設計をするなど、実験的な試みも多く採り入れられており、市川は「僕自身、そうとう楽しみました」と後年語っている。

#### キャスト
- 中村雪之丞、闇太郎：長谷川一夫
- お初：山本富士子
- 浪路：若尾文子
- 昼太郎：市川雷蔵
- 島抜け法師：勝新太郎
- 門倉平馬：船越英二
- 中村菊之丞：八代目市川中車
- ムク犬：林成年
- 土部三斎：二代目中村鴈治郎
- 広海屋：柳永二郎
- 川口屋：伊達三郎
- 脇田一松斎：浜村純
- お三婆：毛利菊枝
- 奥役：加藤嘉
- 三斎の家臣：水原浩一
- 将軍：尾上栄五郎
- 岡っ引：大辻伺郎、沖時男
- 町人風の男：南道郎、中村豊
- 町人風の女：真城千都世
- 浪人：千葉敏郎、井上武夫
- 雪之丞の父：菊野昌代士
- 男衆：志賀明
- 雲助の丑：薮内武司
- 平代：木村玄
- 老女：小柳圭子
- 役名不明：越川一、有村淳、小南明
- 語り：徳川夢声

#### スタッフ
- 企画：市川崑、藤井浩明
- 製作：永田雅一
- 監督：市川崑
- 脚色：伊藤大輔、衣笠貞之助
- 脚本：和田夏十
- 音楽：芥川也寸志、八木正生
- 撮影：小林節雄（大映東京）
- 照明：岡本健一
- 助監督：井上昭、中村倍也
- 協力（B班監督）：池広一夫
- 邦楽：望月太明吉
- 古音：竹澤彌七
- 美術：西岡善信
- 録音：大谷巖
- 編集：西田重雄
- 音響効果：倉島暢
- 疑斗：宮内昌平
- 衣装考証：上野芳生
- 振付：藤間勘五郎
- 色彩技術：梶谷俊男
- 協力：武田千吉郎、加藤博也
- 製作主任：村上忠男
- 現像：東洋現蔵所
- 製作：大映（大映京都）

#### 受賞
- 第18回毎日映画コンクール美術賞
- NHK映画賞ベストテン第3位

## テレビドラマ

### 雪之丞変化（1959年）
1959年4月2日から6月25日までNETテレビ（現・テレビ朝日）とその系列局で放送。全13話。第10話までは毎週木曜 19時00分 - 19時30分に、第11話からは毎週木曜 19時30分 - 20時00分に編成のサンウエーブ工業提供枠『サンウエーブ名作座』で放送された。

#### キャスト
- 雪之丞、闇太郎：江畑絢子
- 丹波哲郎
- 深川きよみ
- 坂東寿之助
- 沢田清

#### スタッフ
- 脚本：川内康範
- 主題歌：藤本二三代「雪之丞変化」

| NETテレビ 木曜 19:00 - 19:30 | NETテレビ 木曜 19:00 - 19:30           | NETテレビ 木曜 19:00 - 19:30 |
| 前番組                       | 番組名                                 | 次番組                       |
| ---------------------------- | -------------------------------------- | ---------------------------- |
| あすへ開く窓                 | 雪之丞変化 （1959年4月2日 - 6月4日）   | 良寛さまと子供たち           |
| NETテレビ 木曜 19:30 - 20:00 |                                        |                              |
| 夫と妻の記録                 | 雪之丞変化 （1959年6月11日 - 6月25日） | 木曜笑劇場                   |

### 雪之丞変化（1970年）
1970年4月6日から6月29日までフジテレビ系列で月曜20時台に放送。全13話。

#### キャスト
- 雪之丞、闇太郎：丸山明宏（美輪明宏）
- 中村菊之丞：二代目市川小太夫
- お初：吉行和子
- 浪路：珠めぐみ
- 門倉平馬：細川俊之
- お竜：安藤孝子
- ムク犬：浅草陣太
- 服部：夏八木勲
- 浮島：阿井美千子
- 土部三斎：金田龍之介

#### スタッフ
- 企画：五社英雄
- 監督：五社英雄、深作欣二、松野宏軌、森川時久、宇留田俊夫
- 脚本：柴英三郎、大野靖子、宇留田俊夫
- プロデューサー：四方基、宇留田俊夫
- ナレーター：能村庸一
- 音楽：佐藤勝
- 主題歌：丸山明宏（美輪明宏）「むらさき小唄」
- 殺陣：湯浅謙太郎、湯浅剣睦会
- 撮影：町田敏行、石原興
- 美術：倉橋利韶
- タイトルイラスト：横尾忠則
- 劇中イラスト：原正治郎
- 制作協力：京都映画
- 制作：松竹、CX

#### 各話リスト
| 話数     | サブタイトル     | 放送日        | 脚本                 | 監督       | ゲスト |
| -------- | ---------------- | ------------- | -------------------- | ---------- | --- |
| その壱   | 大江戸初乗り込み | 1970年 4月6日 | 柴英三郎             | 五社英雄   | 清左衛門：宮沢元、雪太郎：片桐秀樹、小六：青木義朗、力造：佐藤京一、浮島：阿井美千子、お道の方：藤田みどり、対馬守：市川男女之助、波戸崎徹、星野謙二郎                                                                                       |
| その弐   | 闇太郎ざんげ     | 4月13日       | 柴英三郎             | 五社英雄   | 清左衛門：宮沢元、少年闇太郎：松田妙美、大目付：原聖四郎、小六：青木義朗、力造：佐藤京一、浮島：阿井美千子、お道の方：藤田みどり、対馬守：市川男女之助、波戸崎徹、星野謙二郎                                                                 |
| その参   | 竜神が陸に上った | 4月20日       | 大野靖子             | 深作欣二   | 浮島：阿井美千子、清左衛門：宮沢元、南里屋：永井智雄、喜楽斎：鈴木瑞穂、小蝶：服部妙子、利七：守田学哉、治作：楠義孝、神官：北原将光、竹造：日高久、松吉：大川淳、孫：梶川武利、三原伝、宮本栄二、佐藤典孝、岩崎純                           |
| その四   | はぐれ唐人       | 4月27日       | 大野靖子             | 深作欣二   | 南里屋：永井智雄、喜楽斎：鈴木瑞穂、小蝶：服部妙子、利七：守田学哉、治作：楠義孝、神官：北原将光、竹造：日高久、松尾勝人、佐々木松之丞 |
| その五   | 芙蓉屋敷の女     | 5月3日        | 柴英三郎             | 松野宏軌   | お郁：浦里はるみ、法印：古川ロック、清左衛門：宮沢元、少年闇太郎：松田妙美、浜川：滝田裕介、名倉：伊吹聰太朗、茂十：岩田直二、源助：石浜祐次郎、源太：加賀爪芳和、同心：大木晤郎、松吉：田村保、お兼：井関悦子、酔客：関真太郎、野田：伊達強 |
| その六   | 夕顔心中         | 5月10日       | 柴英三郎             | 松野宏軌   | 志津：赤座美代子、法印：古川ロック、清左衛門：宮沢元、浜川：滝田裕介、名倉：伊吹聰太朗、茂十：岩田直二、源助：石浜祐次郎、源太：加賀爪芳和、同心：大木晤郎、お兼：井関悦子、服部：夏八木勲                                                   |
| その七   | 札差しの罠       | 5月17日       | 大野靖子             | 森川時久   | 結城：山本圭、お千代：佐藤オリエ、お芳：浅茅しのぶ、辰五郎：天王寺虎之助、文造：黛康太郎、友吉：金井進二、有明検校：内田朝雄、仙石屋：桑山正一、相良：矢野宣、野崎：可知靖之、三次：前川哲男                                                 |
| その八   | 三番倉の鍵       | 5月24日       | 大野靖子             | 森川時久   | 結城：山本圭、お千代：佐藤オリエ、お芳：浅茅しのぶ、矢野：武内亨、辰五郎：天王寺虎之助、有明検校：内田朝雄、仙石屋：桑山正一 |
| その九   | 紫の囮           | 6月1日        | 柴英三郎、宇留田俊夫 | 宇留田俊夫 | 源八：佐藤京一、法印：古川ロック、松寿：伊丹十三、趙元：今福正雄、宇那：新橋耐子、玄蕃：西山辰夫、卍：宍戸大全、鉄泉：佐々木孝丸 |
| その十   | 琉球哀歌         | 6月8日        | 柴英三郎、宇留田俊夫 | 宇留田俊夫 | 源八：佐藤京一、法印：古川ロック、松寿：伊丹十三、趙元：今福正雄、宇那：新橋耐子、鉄泉：佐々木孝丸 |
| その十一 | 札差しの罠       | 6月15日       | 大野靖子             | 松野宏軌   | 横山右京：玉川伊佐男、石子：伊達三郎、田中：出水憲司、片桐：黛康太郎、小田：伊東義高、村上：藤原英昭、仙太：野崎善彦、非人：新田猛 |
| その十二 | 浪路さすらい     | 6月22日       | 大野靖子             | 松野宏軌   | 横山右京：玉川伊佐男、石子：伊達三郎、田中：出水憲司、片桐：黛康太郎、小田：伊東義高、村上：藤原英昭、仙太：野崎善彦、非人：新田猛、留吉：戸板幸男                                                                                           |
| その十三 | 仇討ち雨情       | 6月29日       | 大野靖子             | 森川時久   | 浮島：阿井美千子、水城：江守徹、お妙：高橋あや子、番頭：新田猛、駕籠屋：林成二郎、同心：波戸崎徹、村上：津々井功二、家臣：星野謙二郎 |

#### 備考
その五「芙蓉屋敷の女」とその六「夕顔心中」は欠番扱いになっている。2014年の時代劇専門チャンネルにおける再放送では、当初放送予定であったが、都合により未放送となった。さらに話数を全13話から全11話とする措置がとられた。だが、2019年のホームドラマチャンネルにおいては放送された。
| フジテレビ系列 月曜 20:00 - 20:56         | フジテレビ系列 月曜 20:00 - 20:56     | フジテレビ系列 月曜 20:00 - 20:56     |
| 前番組                                    | 番組名                                | 次番組                                |
| ----------------------------------------- | ------------------------------------- | ------------------------------------- |
| お嫁にいきたい （1970年2月2日 - 3月30日） | 雪之丞変化 （1970年4月6日 - 6月29日） | 新三匹の侍 （1970年7月6日 - 9月28日） |

### 雪之丞変化（2008年）
2008年1月3日（木曜） 21時00分 - 22時45分にNHK総合テレビで正月時代劇として放送。

#### 出演
- 中村雪之丞、闇太郎：滝沢秀明
- 浪路：戸田恵梨香
- 甚太郎：木村彰吾
- お初：高岡早紀
- 脇田一松斎：泉谷しげる
- 門倉平馬：嶋田久作
- 松浦屋清右衛門：大杉漣
- 中村菊之丞：四代目市川左團次
- 土部三斎：中尾彬
- 雪太郎： 飛田光里
- 島抜けの法印：大島宇三郎
- 長崎屋三郎兵衛：本田博太郎
- 広海屋得右衛門：石井愃一
- 松島：かとうかず子
- 藤川：増子倭文江
- 玉島：曽川留三子
- 義助：汎之亟

#### スタッフ
- 脚本：中島丈博
- 演出：黛りんたろう
- 音楽：住友紀人
- 制作統括：谷口卓敬、安原裕人

## 舞台
- 1990年 PARCO劇場・近鉄劇場「雪之丞変化2001年」
  - 原作：三上 於菟吉  原案：市川猿之助(3代目) 脚本：横内謙介
  - 出演：中村信二郎（雪之丞・ユキヒコ）、市川右近(初代)（闇太郎）、市川猿弥（むく犬タケシ）、市川段治郎（平馬）、市川春猿(2代目)（お初）、市川猿十郎（長崎屋）、市川笑也（浪路・タカミヤ）、坂東弥十郎（三斎・DJ）ほか  喜多村緑郎 (2代目)
- 2015年 中日劇場「雪之丞変化2001年」
  - 出演：市川猿之助(4代目)（雪之丞・闇太郎）、市川右近(初代)（闇太郎）、中村萬太郎（むく犬タケシ）、坂東巳之助（平馬）、中村米吉（お初）、中村又之助（長崎屋）、中村梅丸（浪路・タカミヤ）、市川男女蔵(6代目)（三斎）ほか
- 1991年 東京宝塚劇場「東宝二月特別公演 喜劇 雪之丞変化」
  - 原作：三上於菟吉、脚本：小野田勇、演出：三木のり平
  - 出演：三木のり平（雪之丞・泥作)、酒井法子（浪路）、伊東四朗（闇太郎）、お初（大空眞弓）、尾藤イサオ（むく犬吉五郎) 、遠藤太津朗（土部三斎)、中村又蔵（中村菊之丞）、森章二（三郎兵衛）、川島満（脇田一松斎）ほか

- 1994年 - 1995年にかけて、宝塚歌劇団雪組にて宝塚大劇場と東京宝塚劇場で上演。

- 2019年 歌舞伎座「八月納涼歌舞伎」『新版 雪之丞変化』